# Hofwegen
Hofwegen is een buurt in de Nederlandse gemeente Molenlanden, provincie Zuid-Holland, en een voormalige gemeente. Het ligt aan de zuidkant van de Graafstroom, tegenover Bleskensgraaf.
In 1855 werden de toenmalige gemeenten Hofwegen en Bleskensgraaf samengevoegd tot één gemeente met de naam Bleskensgraaf en Hofwegen (vaak afgekort tot Bleskensgraaf c.a.). Deze gemeente bestond tot 1986 en ging toen op in de gemeente Graafstroom, die op haar beurt op 1 januari 2013 samen met Liesveld en Nieuw-Lekkerland fuseerde tot de gemeente Molenwaard. Deze is zes jaar later al weer opgegaan in de gemeente Molenlanden.